# Френсіс Брет Гарт
Френсіс Брет Гарт (англ. Francis Bret Harte, уроджений Francis Brett Hart; 25 серпня 1836, Олбані, штат Нью-Йорк, США — 5 травня 1902, Кемберлі, Суррей, Англія) — американський прозаїк і поет, який прославився реалістичними описами життя золотошукачів у Каліфорнії.

## Життєпис
Батько його був викладачем грецької мови в коледжі. Своє ім'я отримав на честь прадіда — Френсіса Бретта (Francis Brett). Батько згодом змінив прізвище з Hart на Harte, а сам Френсіс Бретт Гарт надавав перевагу другому імені, яке він скоротив до Брет.
Майбутньому письменникові довелося самому заробляти на життя, і в 1854 році, незабаром після початку «золотої лихоманки», він перебрався до Каліфорнії, де перепробував безліч професій.
Свої перші оповідання Брет Гарт опублікував в 1856 році в журналі «The Californian», який він сам і редагував. Надалі видавав також журнал «The Overland Monthly» (1868—1871), перший значний журнал у західних штатах Америки. У 1870-і роки, будучи вже відомим письменником, Гарт жив у Нью-Йорку, а потім — частково з матеріальних міркувань, почасти через жорсткість конфлікту з американською громадськістю, викликаного непримиренністю громадянської позиції письменника, — виїхав до Європи: був американським консулом у прусському місті Крефельд, потім у Глазго. Залишок життя провів у Англії.